# Arisaema muricaudatum
Arisaema muricaudatum är en kallaväxtart som beskrevs av M. Sivadasan. Arisaema muricaudatum ingår i släktet Arisaema och familjen kallaväxter. Inga underarter finns listade.